# Маккълък (окръг, Тексас)
Окръг Маккълък (на английски: McCulloch County) е окръг в щата Тексас, Съединени американски щати. Площта му е 2779 km², а населението - 8205 души (2000). Административен център е град Брейди.

## История
Окръгът е образуван през 1856 година чрез отделяне от окръг Беър. Кръстен е на Бенджамин Маккълък, тексаски рейнджър, впоследствие - генерал от армията на Конфедерацията.